# 哈尔滨公交6路
哈尔滨公交6路是哈尔滨公交的一条线路，由道外区哈东站到南岗区哈站，全长7.9公里。本公交路线曾在2011年多次发生影响公交车秩序的贩售行为。
这条线路每到冬季便会开行大站快车，令乘客快速出行。另外每到学生开学时期，这条路线亦会开通学生公交的方式，方便沿线的学生上下学。
此外，为方便乘客在夜间的出行，本路线在末班车服务结束后，以哈尔滨公交夜间2路方式继续运营。

## 历史
- 1951年5月，路线开通，路线为尚志大街至河洛街，配车4辆，由哈尔滨市公共汽车总公司负责运营。
- 1951年8月。路线停运。
- 1952年10月，恢复运行。
- 1954年，路线改为道里十三道街至河洛街。
- 1960年，路线改为三棵树至建设街，配车16辆。
- 1971年，改为现在路线，配车20辆[6]。
- 1986年11月，更换为哈尔滨HB180型前置柴油铰接公交车[7]。
- 1994年，更换为黄海DD6111CS型前置柴油公交车，原有的哈尔滨HB180型前置柴油铰接公交车全部停用并报废。
- 2000年，增添黄海DD6112H1S型后置柴油公交车和黄海DD6121HS5型后置柴油空调公交车。
- 2001年，增添黄海DD6101HSA型后置柴油公交车和黄海DD6102HSA型后置柴油公交车。同时废除5角/1元分段票价模式，并取消哈工程大学分区点，改为无人售票，普通车为1元一票制，空调车为2元一票制。同时停用并报废黄海DD6111CS型前置柴油公交车。
- 2002年，增添黄海DD6103HSC型后置柴油公交车。
- 2003年1月，增添龙江LJK6103Q型前置公交车。
- 2004年12月，将黄海DD6101HSA型后置柴油公交车分配至哈尔滨公交338路继续使用。同时增添曾用于哈尔滨公交338路的黄海DD6121HS7型后置柴油公交车。
- 2005年8月，抽调其中一辆公交车用作哈车公司员工通勤用[8]。
- 2006年7月，增添黄海DD6107S03型前置公交车和黄海DD6107S05型前置公交车，同时停用并报废黄海DD6112H1S型后置柴油公交车和黄海DD6121HS5型后置柴油空调公交车，至此票价全部变为单程1元[9]。
- 2006年11月，将4辆黄海DD6107S03型前置公交车分配至哈尔滨公交14路继续使用，将1辆黄海DD6107S03型前置公交车分配至哈尔滨公交17路继续使用。
- 2006年12月，将龙江LJK6103Q型前置公交车分配至哈尔滨公交19路继续使用。
- 2007年5月，增添曾用于哈尔滨公交10路的黄海DD6102HSA型后置柴油公交车。
- 2008年11月，增添曾用于哈尔滨公交4路的黄海DD6103HSC型后置柴油公交车，将3辆黄海DD6107S03型前置公交车分配至哈尔滨公交4路继续使用。
- 2008年12月24日，部分6路公交车出现尾气排放不合格问题[10]。
- 2009年2月，更换为黄海DD6109S03F型前置燃气公交车，共20辆；同时增添一汽CA6105SQ9型前置燃气公交车，共15辆[11]。将原有的黄海DD6102HSA型后置柴油公交车分配至哈尔滨公交1路继续使用，将原有的黄海DD6107S03型前置公交车和黄海DD6107S05型前置公交车分配至哈尔滨公交3路继续使用。同时停用并报废原有的黄海DD6103HSC型后置柴油公交车和黄海DD6121HS7型后置柴油公交车。
- 2009年3月30日，因哈尔滨地铁施工，封闭东直路、南通大街、一曼街、东大直街交通，取消东直路-南通大街-一曼街-东大直街-满洲里街-海关街走向，去往哈站方向改为东直路-新江桥街-太平大街-太平南四道街-东直路-南通大街-宣化街-花园街-龙江街-东大直街-红军街-月牙街走向。去往哈东站方向改为月牙街-红军街-东大直街-阿什河街-花园街-宣化街-南通大街-东直路-太平南四道街-太平大街-新江桥街-东直路走向。取消道外公安分局站、哈工程大学站、烟厂站、医大一院站、秋林公司站。临时增加太平大街站、常青寺站、太平南四道街站、宣化街站、宽城街站、花园街站、花园商店站[12]。
- 2009年5月15日，因哈尔滨地铁施工进度需要，取消花园街-东大直街-红军街走向，改为花园街-红军街走向。
- 2010年9月15日，因哈尔滨地铁施工进度需要，取消南通大街-宣化街-花园街走向，改为南通大街-一曼街-东大直街-果戈里大街-花园街走向，恢复去往哈站方向的医大一院站和去往哈东站方向的秋林公司站[13]。
- 2011年1月，将部分黄海DD6109S03F型前置燃气公交车和一汽CA6105SQ9型前置燃气公交车分配至哈尔滨公交3路继续使用。
- 2011年7月21日，更换为金旅XML6125J18CN型后置燃气公交车[14]，配车32辆。原有的黄海DD6109S03F型前置燃气公交车和一汽CA6105SQ9型前置燃气公交车分配至哈尔滨公交19路继续使用。
- 2012年9月7日，抽调部分金旅XML6125J18CN型后置燃气公交车至哈尔滨公交12路继续使用。
- 2012年11月8日，因哈尔滨地铁施工进度需要，取消东直路-新江桥街-太平大街-太平南四道街-东直路走向及东大直街-果戈里大街-花园街-红军街-月牙街走向，恢复原有走向[15]。
- 2012年12月8日，将支援哈尔滨公交12路的金旅XML6125J18CN型后置燃气公交车调回至6路继续使用。
- 2013年10月，6路开始加密班次[16]。
- 2014年12月，将其中3辆金旅XML6125J18CN型后置燃气公交车分配至哈尔滨公交120路继续使用，此时6路配车29辆。
- 2015年10月26日，因哈尔滨市公共汽车总公司与哈尔滨市公共电车总公司合并为哈尔滨交通集团公共交通有限公司，本路线变为由哈尔滨交通集团公共交通有限公司经营[17]。
- 2017年3月25日，因哈尔滨站改造[18]，6路在哈站的停靠处调整至铁路街与海城街路口。同时去往哈站方向增设省博览中心站（临时）、哈铁路局站（临时），取消省博览中心站[19]。
- 2017年4月，因哈尔滨站改造进度需要，6路在哈站的停靠处调整至海关街与邮政街路口。同时去往哈站方向增设博物馆站[20]，取消省博览中心站（临时）、哈铁路局站（临时）。
- 2017年5月6日，因哈尔滨站改造进度需要，6路在哈站的停靠处调整至目前位置[21]。

## 车站一览

### 现行沿途车站
| 序号 | 車站名稱         | 哈站方向 位置（下行）        | 哈东站方向 位置（上行） | 换乘轨道交通                      |
| ---- | ---------------- | ---------------------------- | ----------------------- | --------------------------------- |
| 1    | 哈东站           | 桦树街/北棵头道街/南棵头道街 | 桦树街/北棵街/南棵街    | 地铁：哈尔滨东站 国铁：哈尔滨东站 |
| 2    | 桦树街           | 桦树街/南直路                | 桦树街/南直路           | 桦树街站                          |
| 3    | 网通东直路营业厅 | 东直路                       | 南直路                  |                                   |
| 4    | 道外公安分局     | 东直路                       | 东直路/民强大街         | 交通学院站                        |
| 5    | 太平桥           | 东直路                       | 东直路/太平南五道街     | 太平桥站                          |
| 6    | 南通大街         | 南通大街                     | 南通大街/宣普街         |                                   |
| 7    | 哈工程大学       | 一曼街                       | 一曼街                  |                                   |
| 8    | 烟厂             | 东大直街/宽城街              | 东大直街/燎原街         | 烟厂站                            |
| 9    | 医大一院         | 东大直街/大成街              | 东大直街/辽阳街         |                                   |
| 10   | 秋林公司         | 东大直街/阿什河街            | 东大直街/阿什河街       |                                   |
| 11   | 博物馆           | 满洲里街                     | 红军街/满洲里街         | 博物馆站                          |
| 12   | 哈站             | 海关街/春申街                | 海关街/春申街           | 哈尔滨站                          |

### 过去沿途车站
| 序号 | 車站名稱         | 哈站方向 位置（下行）              | 哈东站方向 位置（上行）            | 换乘轨道交通 |
| ---- | ---------------- | ---------------------------------- | ---------------------------------- | ------------ |
| 1    | 哈东站           | 桦树街/北棵头道街/南棵头道街       | 桦树街/北棵街/南棵街               | 哈尔滨东站   |
| 2    | 桦树街           | 桦树街/南直路                      | 桦树街/南直路                      |              |
| 3    | 网通东直路营业厅 | 东直路                             | 南直路                             |              |
| 4    | 道外公安分局     | 东直路                             | 东直路/民强大街                    |              |
| 5    | 太平大街         | 太平大街/太平南头道街              | 太平大街/太平南头道街              |              |
| 6    | 常青寺           | 太平大街/太平南三道街/太平北三道街 | 太平大街/太平南三道街/太平北三道街 |              |
| 7    | 太平南四道街     | 太平南四道街/太平大街/太平北四道街 | 太平南四道街/太平大街/太平北四道街 |              |
| 8    | 太平桥           | 东直路                             | 东直路/太平南五道街                |              |
| 9    | 南通大街         | 南通大街                           | 南通大街/宣普街                    |              |
| 10   | 宣化街           | 花园街                             | 花园街/新文街                      |              |
| 11   | 宽城街           | 花园街/公安街                      | 花园街/公安街                      |              |
| 12   | 花园街           | 花园街/辽阳街                      | 花园街/辽阳街                      |              |
| 13   | 花园商店         | 花园街/铁岭街                      | 花园街/鞍山街                      |              |
| 14   | 博物馆           | 红军街/邮政街                      | 红军街/满洲里街                    |              |
| 15   | 哈站             | 铁路街/海城街                      | 铁路街/海城街                      | 哈尔滨站     |

| 序号 | 車站名稱           | 哈站方向 位置（下行）        | 哈东站方向 位置（上行） | 换乘轨道交通                      |
| ---- | ------------------ | ---------------------------- | ----------------------- | --------------------------------- |
| 1    | 哈东站             | 桦树街/北棵头道街/南棵头道街 | 桦树街/北棵街/南棵街    | 地铁：哈尔滨东站 国铁：哈尔滨东站 |
| 2    | 桦树街             | 桦树街/南直路                | 桦树街/南直路           | 桦树街站                          |
| 3    | 网通东直路营业厅   | 东直路                       | 南直路                  |                                   |
| 4    | 道外公安分局       | 东直路                       | 东直路/民强大街         | 交通学院站                        |
| 5    | 太平桥             | 东直路                       | 东直路/太平南五道街     | 太平桥站                          |
| 6    | 南通大街           | 南通大街                     | 南通大街/宣普街         |                                   |
| 7    | 哈工程大学         | 一曼街                       | 一曼街                  |                                   |
| 8    | 烟厂               | 东大直街/宽城街              | 东大直街/燎原街         | 烟厂站                            |
| 9    | 医大一院           | 东大直街/大成街              | 东大直街/辽阳街         |                                   |
| 10   | 秋林公司           | 东大直街/阿什河街            | 东大直街/阿什河街       |                                   |
| 11   | 博物馆             |                              | 红军街/满洲里街         | 博物馆站                          |
| 12   | 省博览中心（临时） | 东大直街/海关街              |                         |                                   |
| 13   | 哈铁路局（临时）   | 东大直街/公司街              |                         | 铁路局站                          |
| 14   | 哈站               | 铁路街/海城街                | 铁路街/海城街           | 哈尔滨站                          |

## 车型图片

### 过去用车型

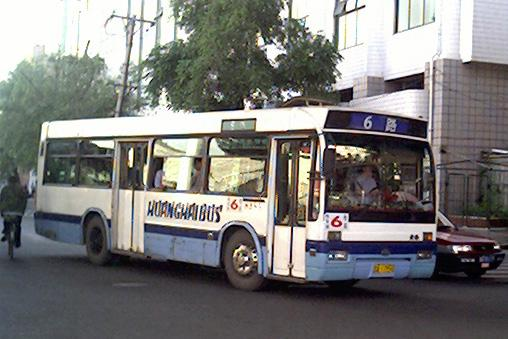
DD6101HSA（2001年-2004年12月）
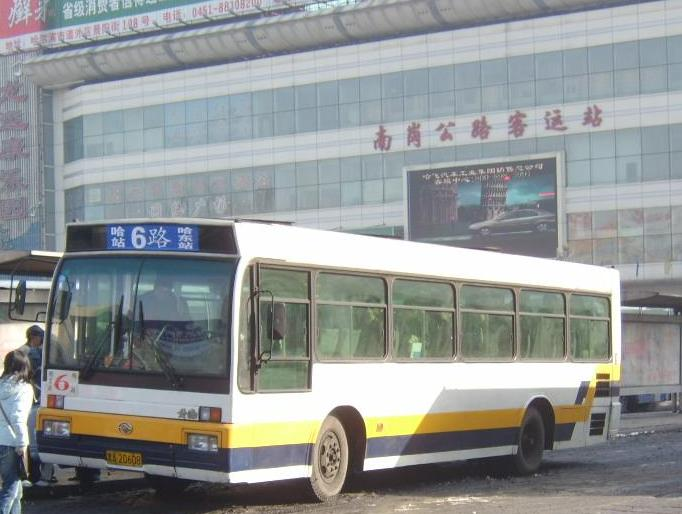
DD6102HSA（2001年-2009年2月）
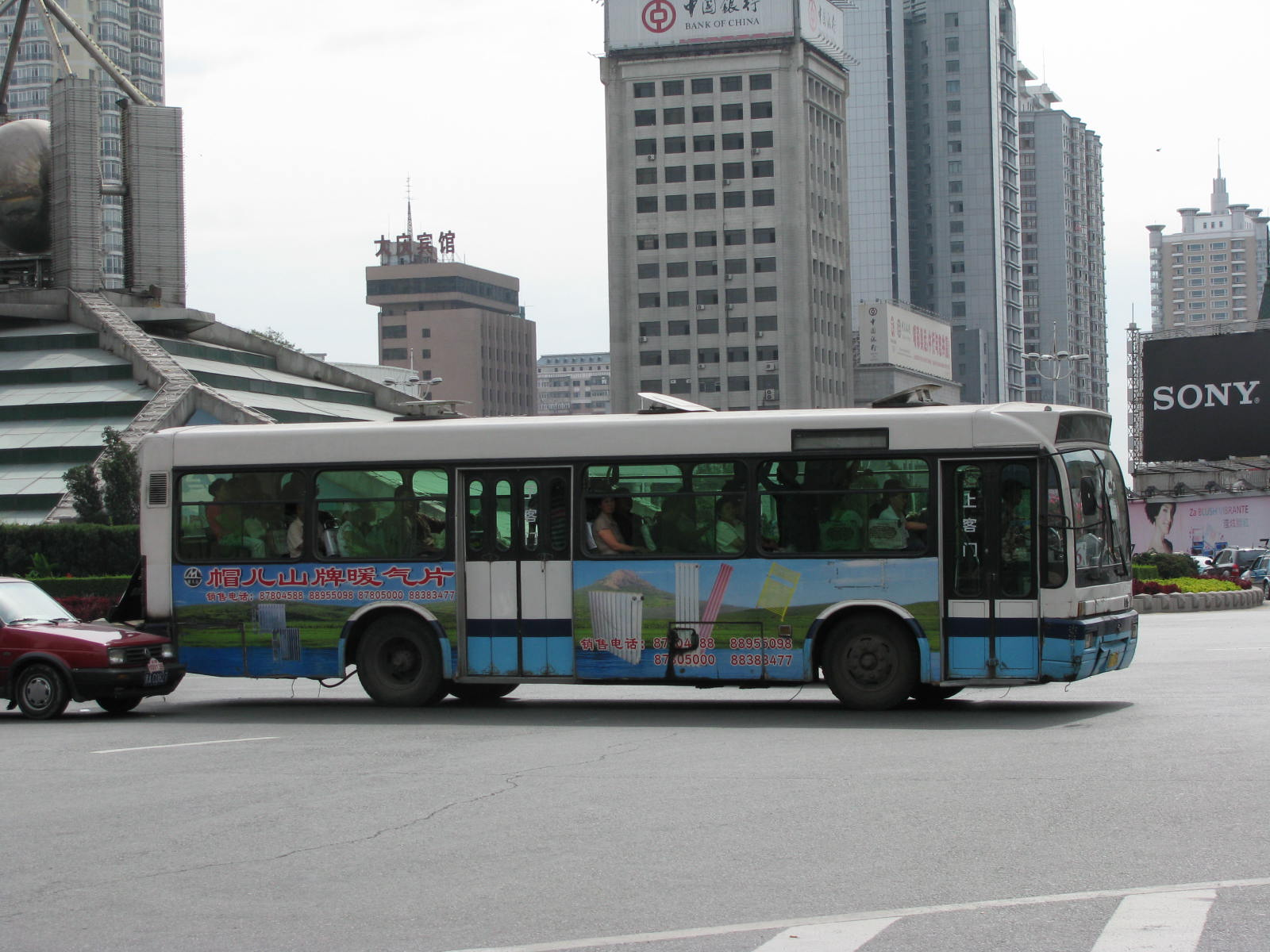
DD6102HSA（2001年-2009年2月）
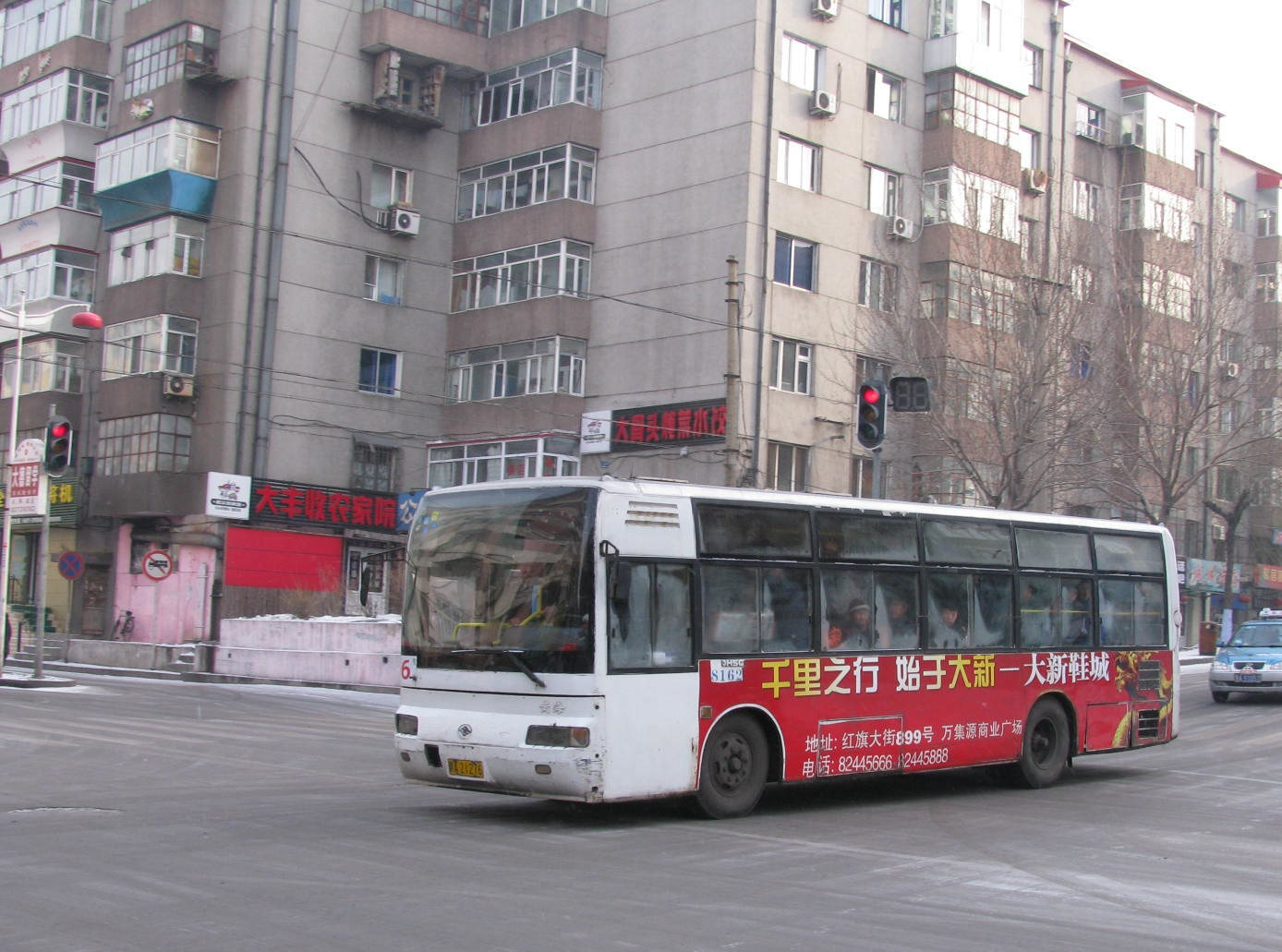
DD6103HSC（2008年11月-2009年2月）
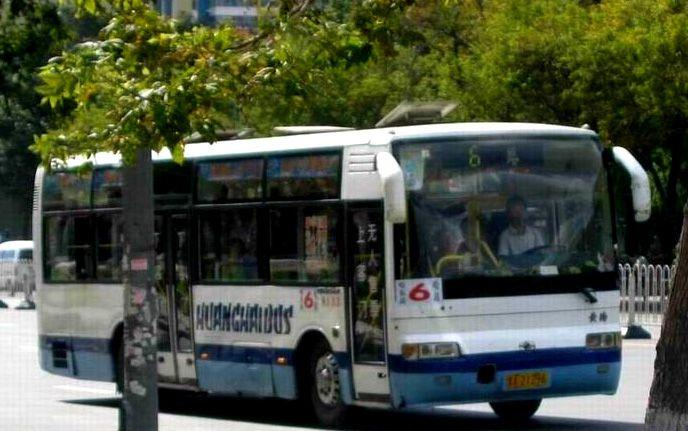
DD6103HSC（2002年-2009年2月）
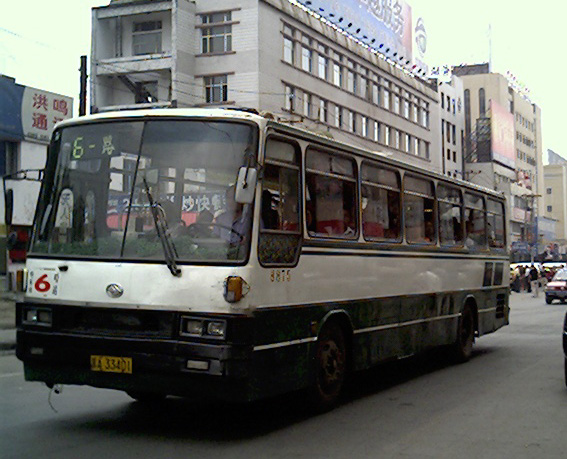
DD6112H1S（2000年-2006年7月）
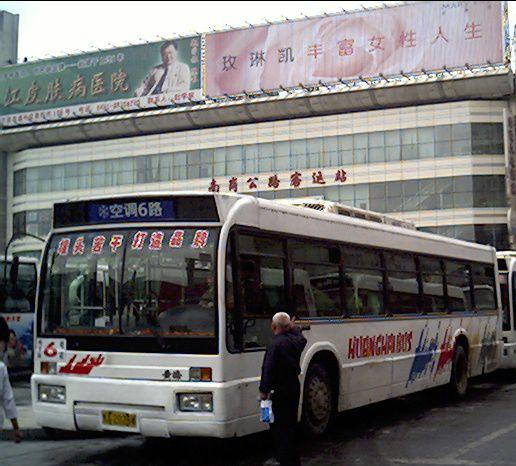
DD6121HS5（2000年-2006年7月）
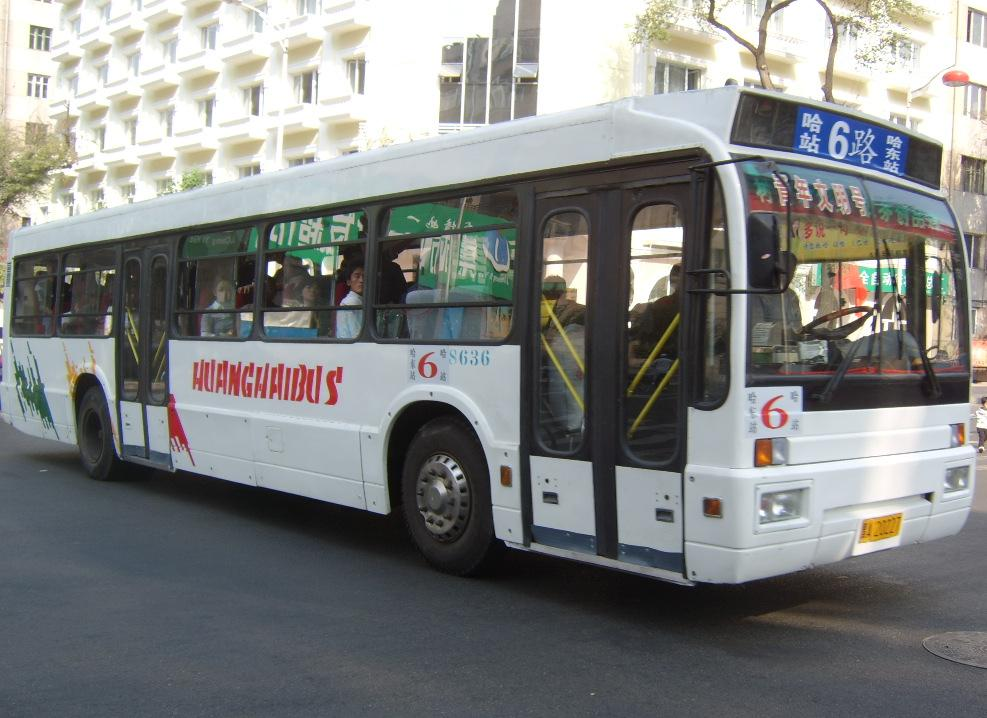
DD6121HS7（2004年12月-2009年2月）
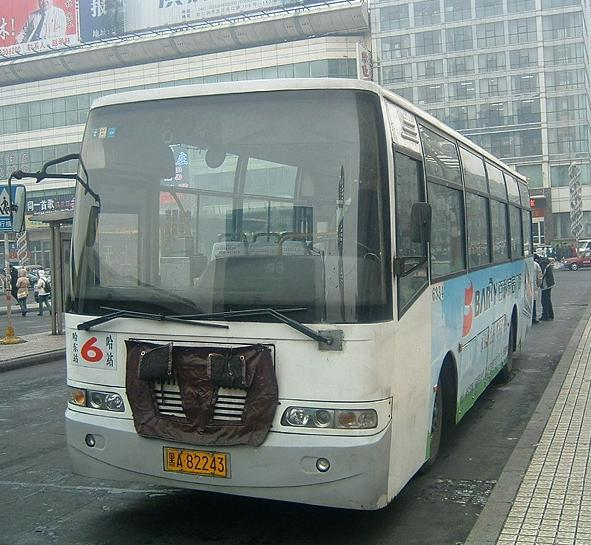
LJK6103Q（2003年1月-2006年12月）
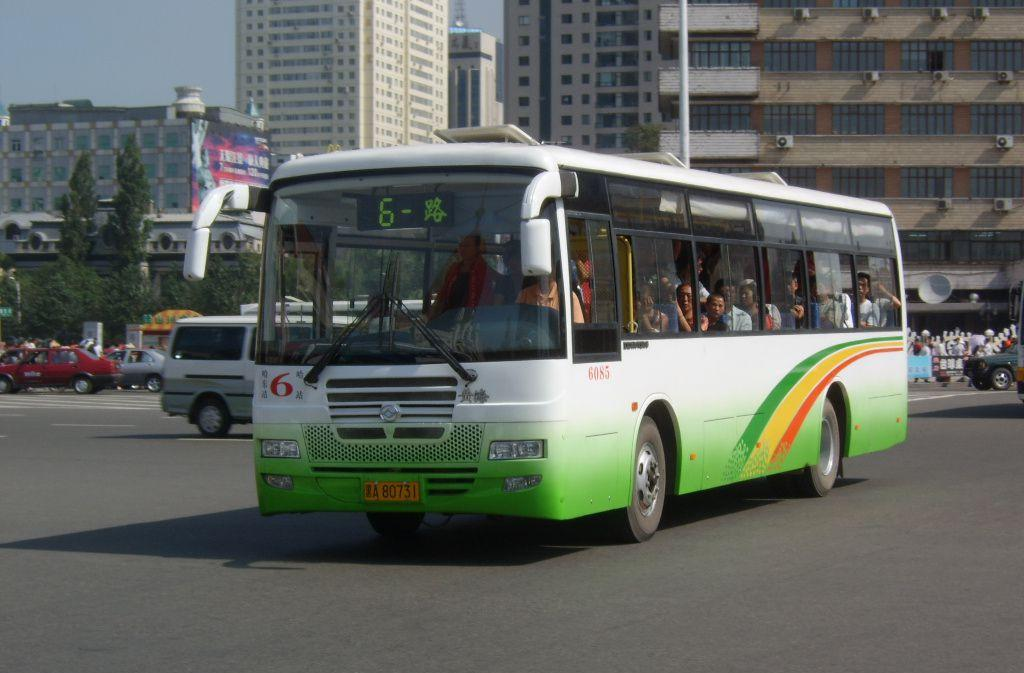
DD6107S03（2007年11月-2009年2月）
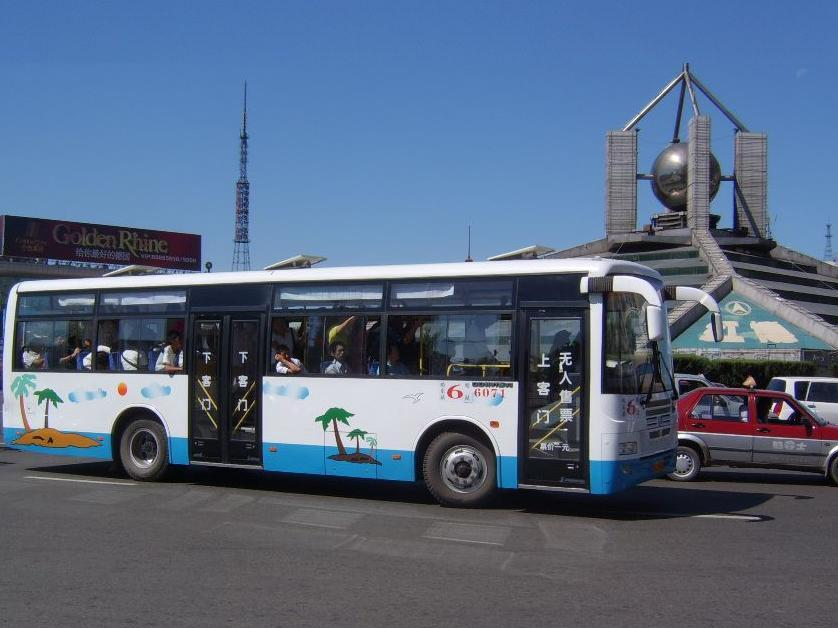
DD6107S03（2007年11月-2009年2月）
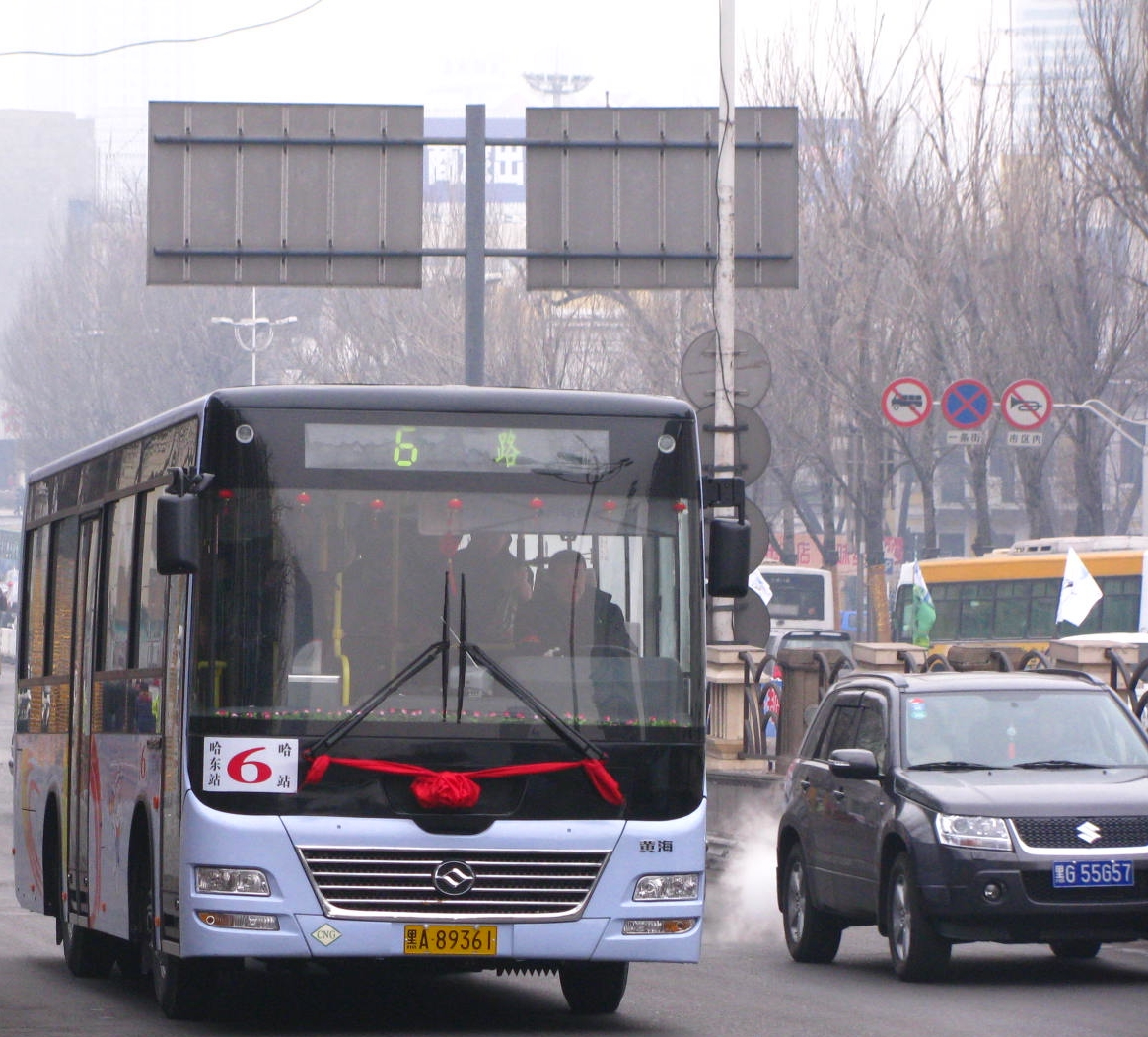
DD6109S03F（2009年2月-2011年7月20日）
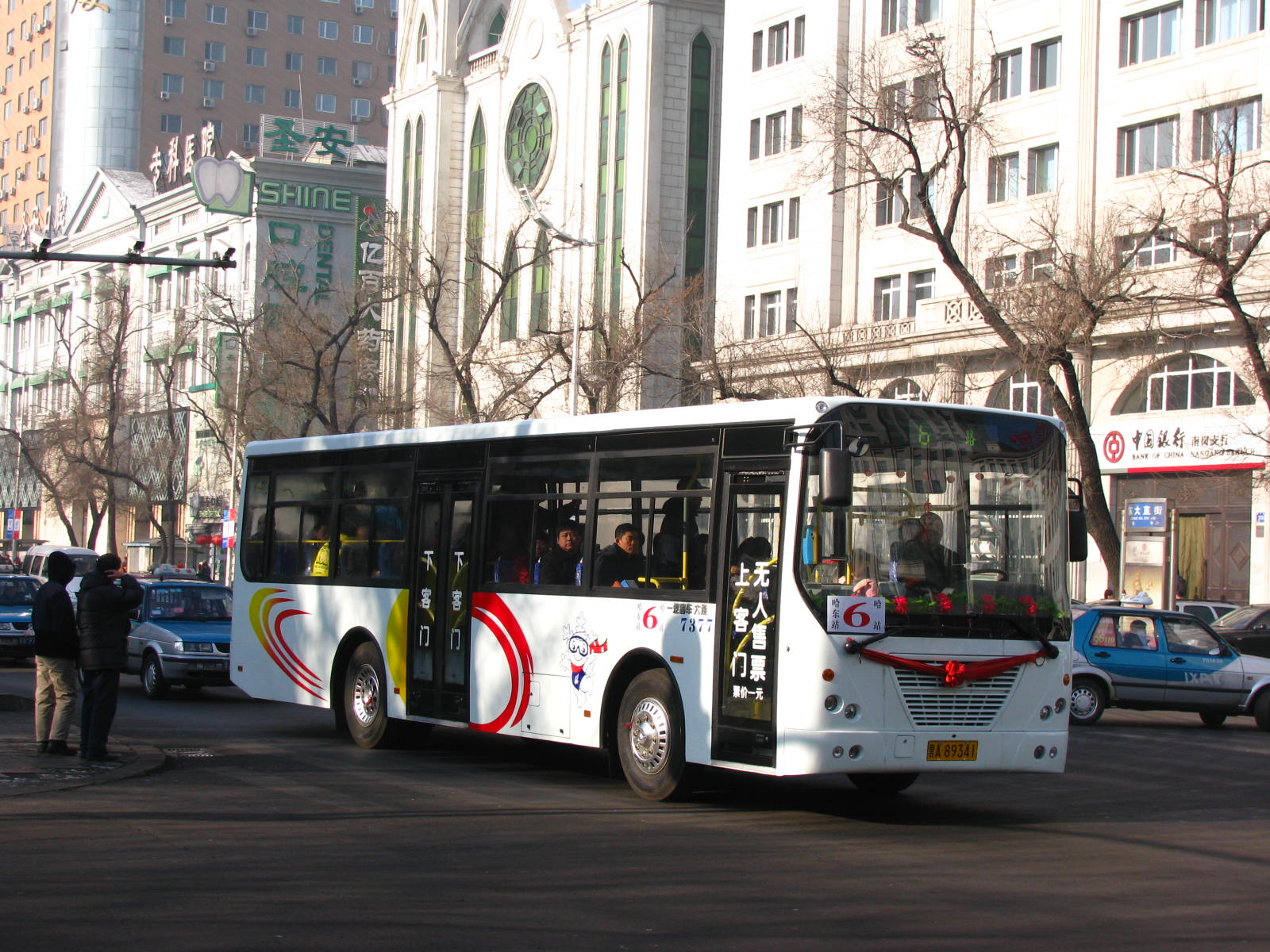
CA6105SQ9（2009年2月-2011年7月20日）

## 事故
- 2008年7月2日上午，一辆6路公交车与一辆65路公交车在东直路相撞，车上乘客没有任何伤亡[22]。
- 2014年6月25日上午8时30分左右，一辆6路公交车在民益街与海城桥路口处不慎卡在桥下，导致车顶燃气泄漏，并导致5名乘客受伤，并导致附近交通一度拥堵[23]。